# 26921 Jensallit
26921 Jensallit este un asteroid din centura principală de asteroizi.

## Descriere
26921 Jensallit este un asteroid din centura principală de asteroizi. A fost descoperit pe 15 octombrie 1996 la Southend Bradfield de G. Sallit. Asteroidul prezintă o orbită caracterizată de o semiaxă mare de 3,22 ua, o excentricitate de 0,17 și o înclinație de 1,3° în raport cu ecliptica.